# الجنابيين (قرية)
الجنابيين وهي قرية تتبع مدينة اللطيفية وتقع في محافظة بغداد وسط العراق.
تحمل القرية اسم عشيرة الجنابيين التي تسكنها.